# Comuna Bahmutivka, Novoaidar
Bahmutivka (în ucraineană Бахмутівка) este o comună în raionul Novoaidar, regiunea Luhansk, Ucraina, formată din satele Bahmutivka (reședința), Demenkove, Dubove, Mîhailivka și Țarivka.

## Demografie
Componența lingvistică a comunei Bahmutivka
     Rusă (71,38%)
     Ucraineană (28,52%)
     Alte limbi (0,1%)
Conform recensământului din 2001, majoritatea populației comunei Bahmutivka era vorbitoare de rusă (71,38%), existând în minoritate și vorbitori de ucraineană (28,52%).